# Arfons
Arfons est une commune française située dans le sud du département du Tarn, en région Occitanie. Sur le plan historique et culturel, la commune est dans la Montagne Noire, un massif montagneux constituant le rebord méridional du Massif central.
Exposée à un climat de montagne, elle est drainée par le Sor, la Rougeanne, le Lampy, le Vernassonne, le Ruisseau de Sant, le ruisseau de Sourette, le ruisseau du Melzic et par divers autres petits cours d'eau. Incluse dans le parc naturel régional du Haut-Languedoc, la commune possède un patrimoine naturel remarquable composé de quatre zones naturelles d'intérêt écologique, faunistique et floristique.
Arfons est une commune rurale qui compte 178 habitants en 2022, après avoir connu un pic de population de 1 497 habitants en 1846. Elle fait partie de l'aire d'attraction de Revel. Ses habitants sont appelés les Arfontols.

## Géographie

### Localisation
Arfons, commune de 182 habitants, est située au cœur de la Montagne Noire dans le parc naturel régional du Haut-Languedoc. Elle est limitrophe du département de l'Aude.

### Communes limitrophes
Les communes limitrophes sont  Dourgne, Escoussens, Lacombe, Laprade, Massaguel, Saissac, Sorèze et Verdalle.
| Dourgne | Massaguel      | Verdalle, Escoussens, Laprade (Aude)    |
| Sorèze  | Arfons         | Lacombe (Aude)                          |
|         | Saissac (Aude) | Saint-Denis (Aude) (par un quadripoint) |

### Hameaux et lieux-dits
Deux hameaux, les Bastouls et les Escudiés, encadrent le village.

### Hydrographie

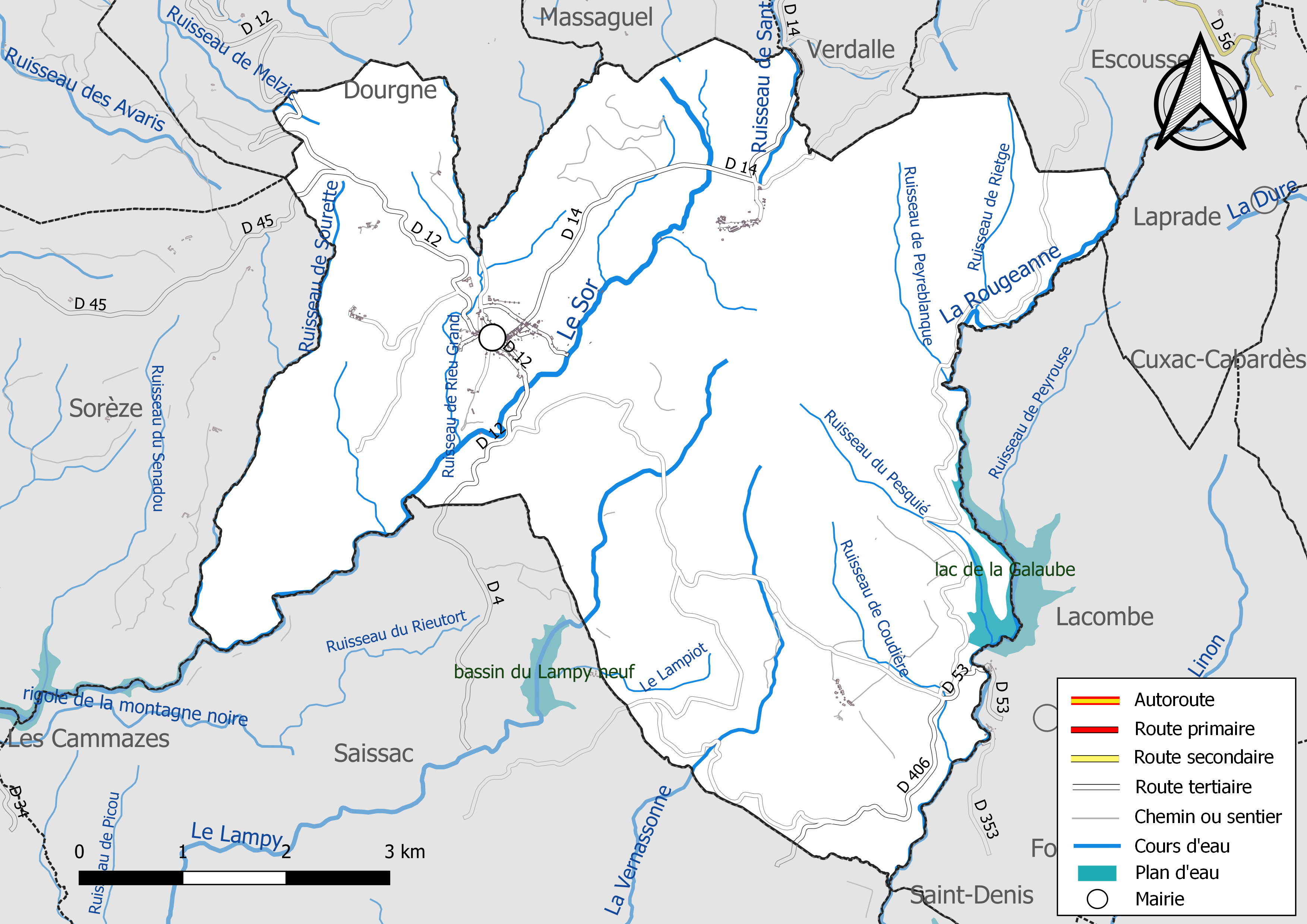
Réseaux hydrographique et routier d'Arfons.

La commune est pour partie dans le bassin de la Garonne, au sein du bassin hydrographique Adour-Garonne, et pour partie dans la région hydrographique « Côtiers méditerranéens », au sein du bassin hydrographique Rhône-Méditerranée-Corse. Elle est drainée par le Sor, la Rougeanne, le Lampy, le Vernassonne, le ruisseau de Sant, le ruisseau de Sourette, le ruisseau du Melzic, le Lampiot, Rec Prastié, le ruisseau de Condière, le ruisseau de la Fontaine des Vaquiès, le ruisseau de Peyreblanque, le ruisseau de Peyrouse, le ruisseau de Rietge, et par divers petits cours d'eau, qui constituent un réseau hydrographique de 52 km de longueur totale,.
Le Sor, d'une longueur totale de 60,9 km, prend sa source dans la commune, aux abords du Terme Haut des Gaillards, au nord-est du bourg, et s'écoule vers le sud-ouest puis se réoriente au nord-ouest puis au nord. Il traverse la commune et se jette dans l'Agout à Sémalens, après avoir traversé 16 communes.
La Rougeanne, d'une longueur totale de 33,5 km, prend sa source dans la commune d'Escoussens et s'écoule vers le sud. Elle traverse la commune et se jette dans le Fresquel à Pezens, après avoir traversé 10 communes.
Le Lampy, d'une longueur totale de 29,3 km, prend sa source dans la commune, aux abords du Plo de las Ginestes et s'écoule vers le sud. Il traverse la commune et se jette dans le Fresquel à Alzonne, après avoir traversé 8 communes.
Le Vernassonne, d'une longueur totale de 22,5 km, prend sa source dans la commune et s'écoule vers le sud. Il traverse la commune et se jette dans le Lampy à Alzonne, après avoir traversé 4 communes.
Le ruisseau de Sant, d'une longueur totale de 18,3 km, prend sa source dans la commune et s'écoule du sud-est vers le nord-ouest. Il traverse la commune et se jette dans le Sor à Soual, après avoir traversé 4 communes.

### Climat
Pour des articles plus généraux, voir Climat de l'Occitanie et Climat du Tarn.
En 2010, le climat de la commune est de type climat des marges montargnardes, selon une étude du Centre national de la recherche scientifique s'appuyant sur une série de données couvrant la période 1971-2000. En 2020, Météo-France publie une typologie des climats de la France métropolitaine dans laquelle la commune est exposée à un climat océanique altéré et est dans la région climatique Aquitaine, Gascogne, caractérisée par une pluviométrie abondante au printemps, modérée en automne, un faible ensoleillement au printemps, un été chaud (19,5 °C), des vents faibles, des brouillards fréquents en automne et en hiver et des orages fréquents en été (15 à 20 jours).
Pour la période 1971-2000, la température annuelle moyenne est de 10,5 °C, avec une amplitude thermique annuelle de 14,9 °C. Le cumul annuel moyen de précipitations est de 1 388 mm, avec 12,5 jours de précipitations en janvier et 7 jours en juillet. Pour la période 1991-2020, la température moyenne annuelle observée sur la station météorologique de Météo-France la plus proche, « Dourgne », sur la commune de Dourgne à 7 km à vol d'oiseau, est de 13,8 °C et le cumul annuel moyen de précipitations est de 896,4 mm. 
La température maximale relevée sur cette station est de 41,8 °C, atteinte le 23 août 2023 ; la température minimale est de −19,5 °C, atteinte le 16 janvier 1985,,.
Les paramètres climatiques de la commune ont été estimés pour le milieu du siècle (2041-2070) selon différents scénarios d'émission de gaz à effet de serre à partir des nouvelles projections climatiques de référence DRIAS-2020. Ils sont consultables sur un site dédié publié par Météo-France en novembre 2022.

### Milieux naturels et biodiversité

#### Espaces protégés
La protection réglementaire est le mode d’intervention le plus fort pour préserver des espaces naturels remarquables et leur biodiversité associée,.
La commune fait partie du parc naturel régional du Haut-Languedoc, créé en 1973 et d'une superficie de 307 184 ha, qui s'étend sur 118 communes et deux départements. Implanté de part et d’autre de la ligne de partage des eaux entre Océan Atlantique et mer Méditerranée, ce territoire est un véritable balcon dominant les plaines viticoles du Languedoc et les étendues céréalières du Lauragais,

#### Zones naturelles d'intérêt écologique, faunistique et floristique
L’inventaire des zones naturelles d'intérêt écologique, faunistique et floristique (ZNIEFF) a pour objectif de réaliser une couverture des zones les plus intéressantes sur le plan écologique, essentiellement dans la perspective d’améliorer la connaissance du patrimoine naturel national et de fournir aux différents décideurs un outil d’aide à la prise en compte de l’environnement dans l’aménagement du territoire.
Trois ZNIEFF de type 1 sont recensées sur la commune :
- les « bois marécageux de Peyreblanque et de Rietge » (234 ha), couvrant 3 communes dont une dans l'Aude et deux dans le Tarn[23] ;
- les « forêts d'Hautaniboul, de Cayroulet et du Pas du Sant » (3 742 ha), couvrant 7 communes dont une dans l'Aude et six dans le Tarn[24] ;
- la « vallée de Baylou et Désert de Saint-Ferréol » (2 206 ha), couvrant 6 communes du département[25] ;

et une ZNIEFF de type 2, : 
la « montagne Noire (versant Nord) » (31 971 ha), couvrant 37 communes dont 14 dans l'Aude, deux dans la Haute-Garonne, trois dans l'Hérault et 18 dans le Tarn.

Carte des ZNIEFF de type 1 et 2 à Arfons.
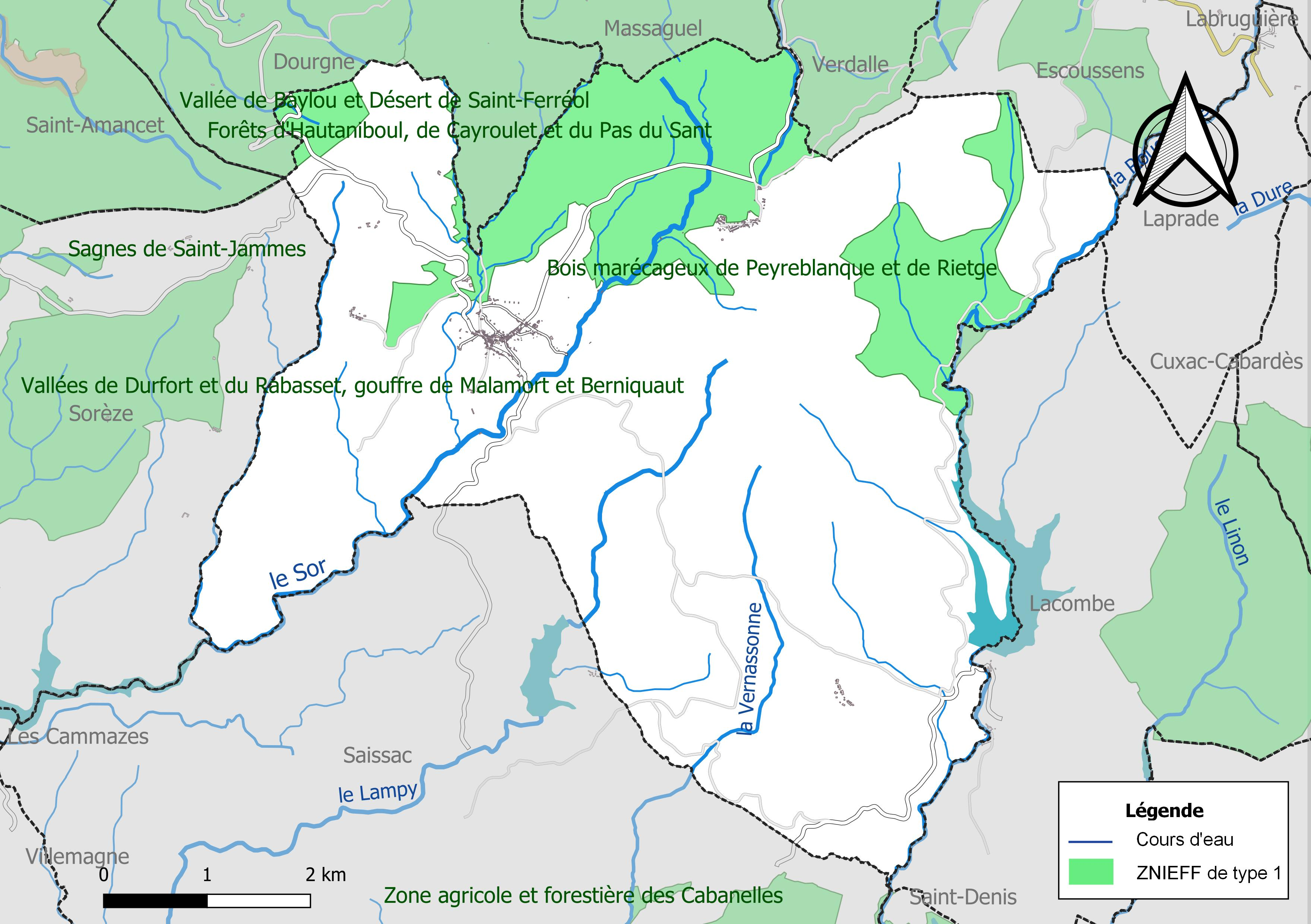
Carte des ZNIEFF de type 1 sur la commune.
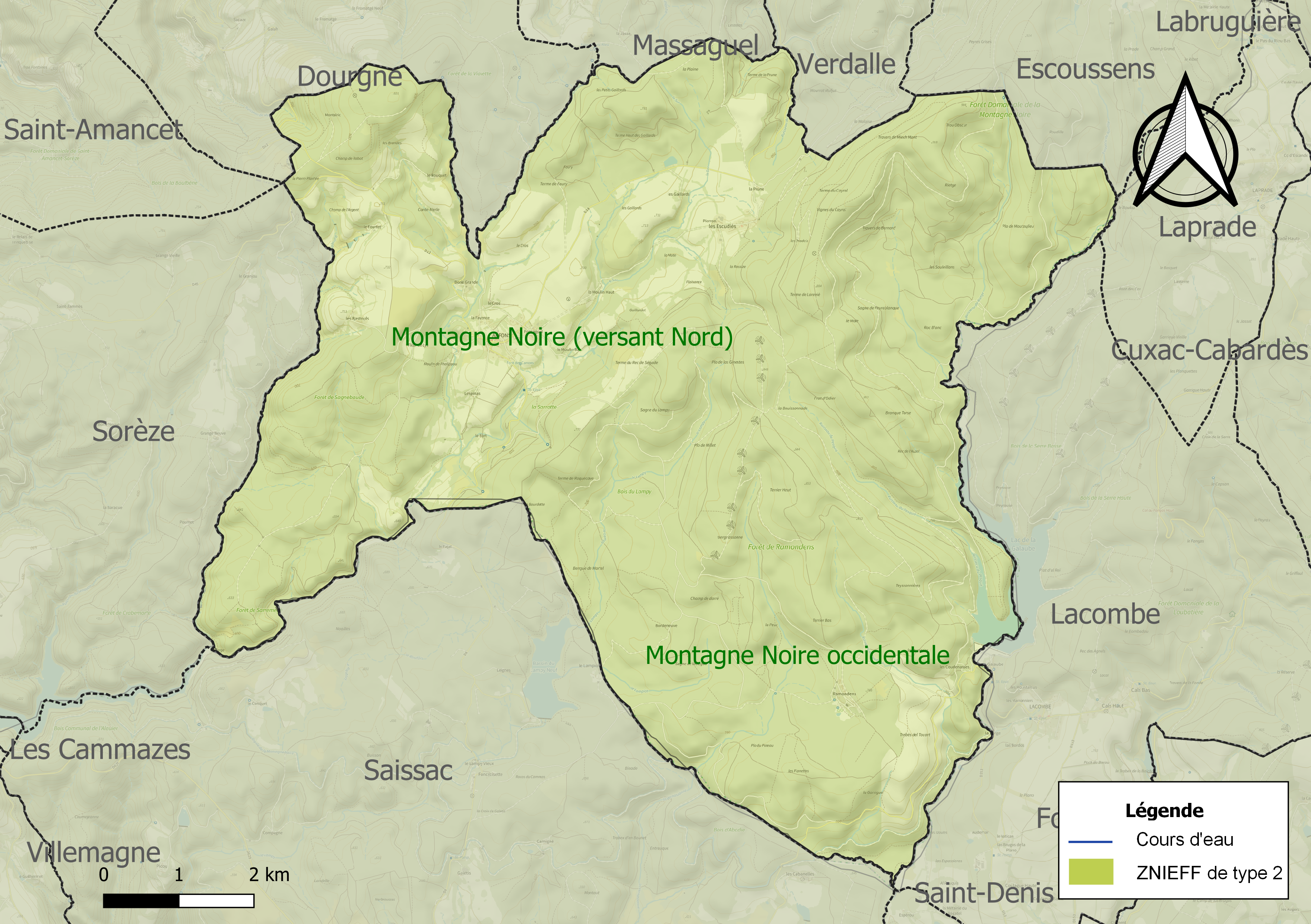
Carte de la ZNIEFF de type 2 sur la commune.

## Urbanisme

### Typologie
Au 1er janvier 2024, Arfons est catégorisée commune rurale à habitat dispersé, selon la nouvelle grille communale de densité à sept niveaux définie par l'Insee en 2022.
Elle est située hors unité urbaine. Par ailleurs la commune fait partie de l'aire d'attraction de Revel, dont elle est une commune de la couronne,. Cette aire, qui regroupe 16 communes, est catégorisée dans les aires de moins de 50 000 habitants,.

### Occupation des sols
L'occupation des sols de la commune, telle qu'elle ressort de la base de données européenne d’occupation biophysique des sols Corine Land Cover (CLC), est marquée par l'importance des forêts et milieux semi-naturels (87,2 % en 2018), en diminution par rapport à 1990 (89,2 %). La répartition détaillée en 2018 est la suivante : 
forêts (79,9 %), prairies (10,5 %), milieux à végétation arbustive et/ou herbacée (7,3 %), zones agricoles hétérogènes (1,9 %), eaux continentales (0,4 %). L'évolution de l’occupation des sols de la commune et de ses infrastructures peut être observée sur les différentes représentations cartographiques du territoire : la carte de Cassini (XVIIIe siècle), la carte d'état-major (1820-1866) et les cartes ou photos aériennes de l'IGN pour la période actuelle (1950 à aujourd'hui).

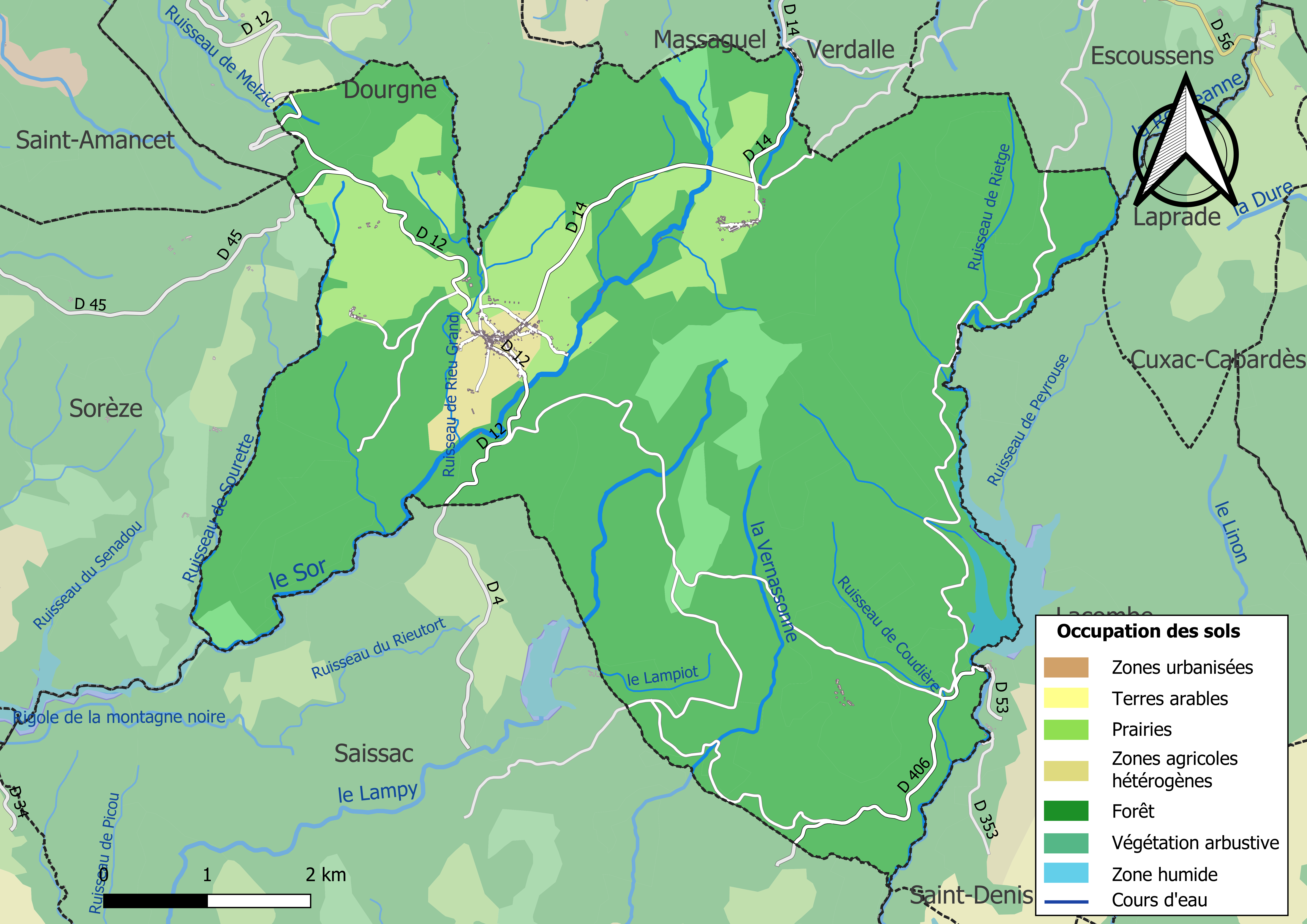
Carte des infrastructures et de l'occupation des sols de la commune en 2018 (CLC).

### Risques majeurs
Le territoire de la commune d'Arfons est vulnérable à différents aléas naturels : météorologiques (tempête, orage, neige, grand froid, canicule ou sécheresse), inondations, feux de forêts, mouvements de terrains et séisme (sismicité très faible). Il est également exposé à un risque technologique, le transport de matières dangereuses, et à un risque particulier : le risque de radon. Un site publié par le BRGM permet d'évaluer simplement et rapidement les risques d'un bien localisé soit par son adresse soit par le numéro de sa parcelle.

#### Risques naturels
Certaines parties du territoire communal sont susceptibles d’être affectées par le risque d’inondation par débordement de cours d'eau, notamment le Sor, le Lampy, la Rougeanne, le ruisseau de Sant et le Vernassonne. La cartographie des zones inondables en ex-Midi-Pyrénées réalisée dans le cadre du XIe Contrat de plan État-région, visant à informer les citoyens et les décideurs sur le risque d’inondation, est accessible sur le site de la DREAL Occitanie. La commune a été reconnue en état de catastrophe naturelle au titre des dommages causés par les inondations et coulées de boue survenues en 1982 et 2011,.
Arfons est exposée au risque de feu de forêt du fait de la présence sur son territoire. En 2022, il n'existe pas de Plan de Prévention des Risques incendie de forêt (PPRif). Le débroussaillement aux abords des maisons constitue l’une des meilleures protections pour les particuliers contre le feu,.

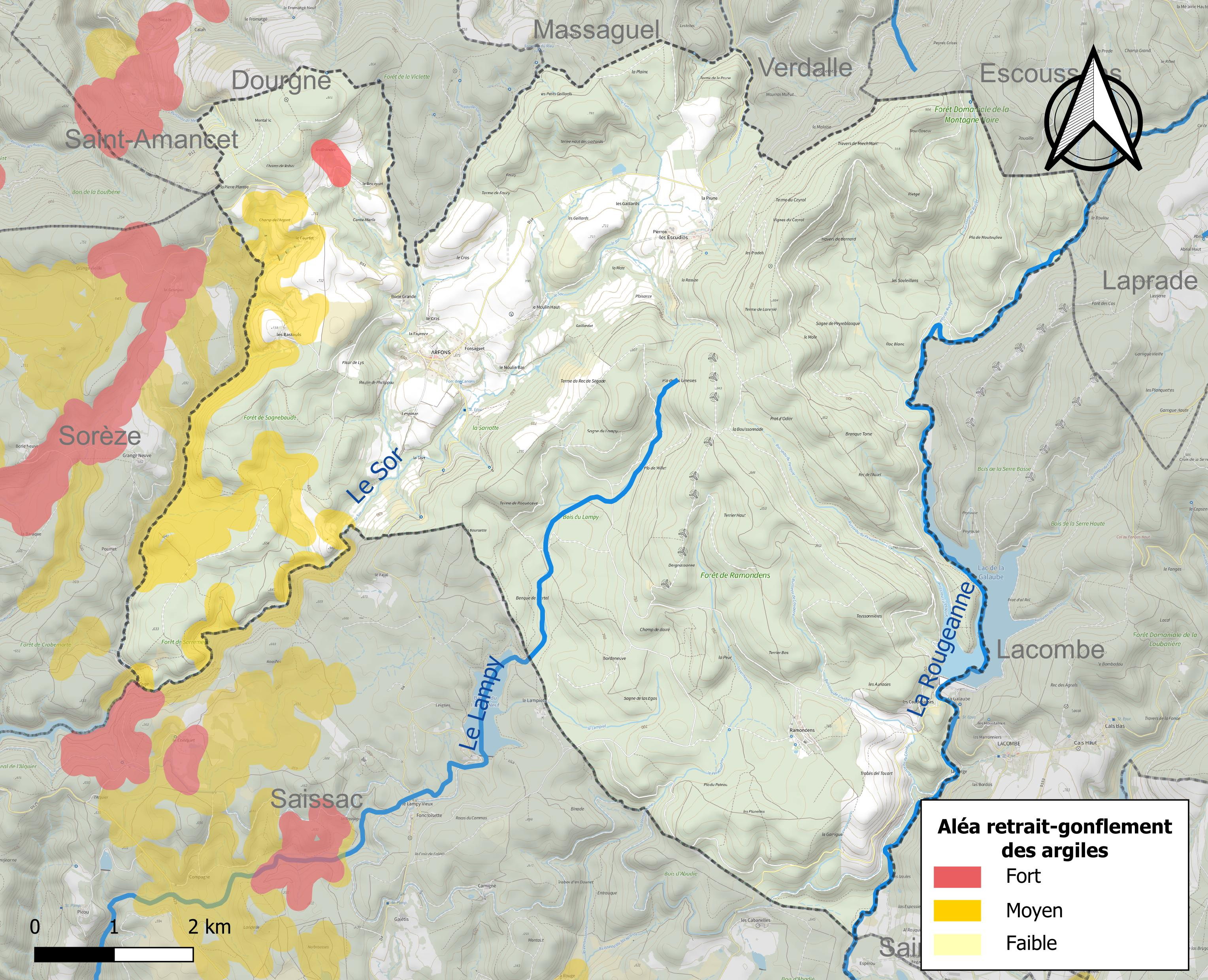
Carte des zones d'aléa retrait-gonflement des sols argileux d'Arfons.

La commune est vulnérable au risque de mouvements de terrains constitué principalement du retrait-gonflement des sols argileux. Cet aléa est susceptible d'engendrer des dommages importants aux bâtiments en cas d’alternance de périodes de sécheresse et de pluie. 6,4 % de la superficie communale est en aléa moyen ou fort (76,3 % au niveau départemental et 48,5 % au niveau national). Sur les 313 bâtiments dénombrés sur la commune en 2019, 3 sont en aléa moyen ou fort, soit 1 %, à comparer aux 90 % au niveau départemental et 54 % au niveau national. Une cartographie de l'exposition du territoire national au retrait gonflement des sols argileux est disponible sur le site du BRGM,.
Par ailleurs, afin de mieux appréhender le risque d’affaissement de terrain, l'inventaire national des cavités souterraines permet de localiser celles situées sur la commune.

#### Risques technologiques
Le risque de transport de matières dangereuses sur la commune est lié à sa traversée par des infrastructures routières ou ferroviaires importantes ou la présence d'une canalisation de transport d'hydrocarbures. Un accident se produisant sur de telles infrastructures est susceptible d’avoir des effets graves sur les biens, les personnes ou l'environnement, selon la nature du matériau transporté. Des dispositions d’urbanisme peuvent être préconisées en conséquence.

#### Risque particulier
Dans plusieurs parties du territoire national, le radon, accumulé dans certains logements ou autres locaux, peut constituer une source significative d’exposition de la population aux rayonnements ionisants. Certaines communes du département sont concernées par le risque radon à un niveau plus ou moins élevé. Selon la classification de 2018, la commune d'Arfons est classée en zone 3, à savoir zone à potentiel radon significatif.

## Toponymie
Arfons devrait son nom à orbi fontes, aux nombreuses sources qui l’entourent et qui furent l’objet de culte à l’époque romaine[réf. nécessaire].

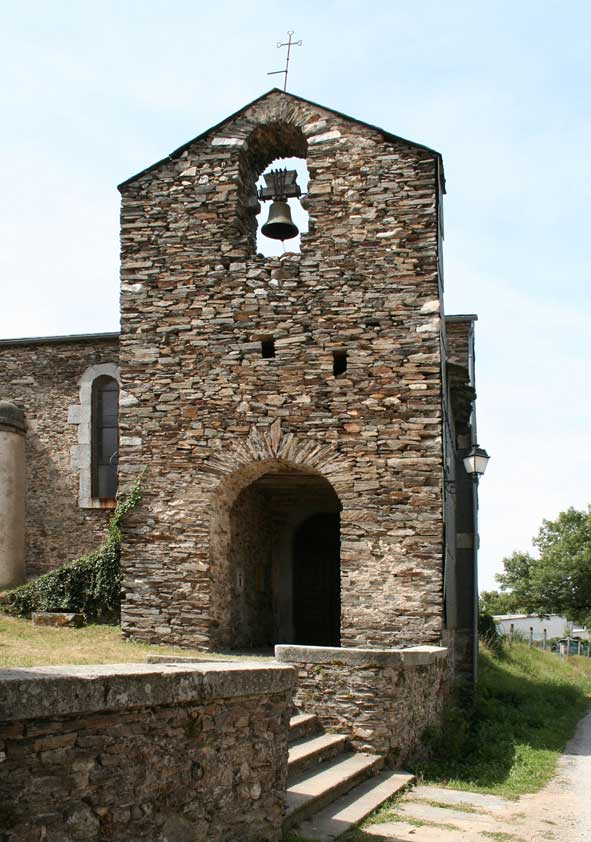
L'église Notre-Dame-du-Rosaire des Escudiés d'Arfons.
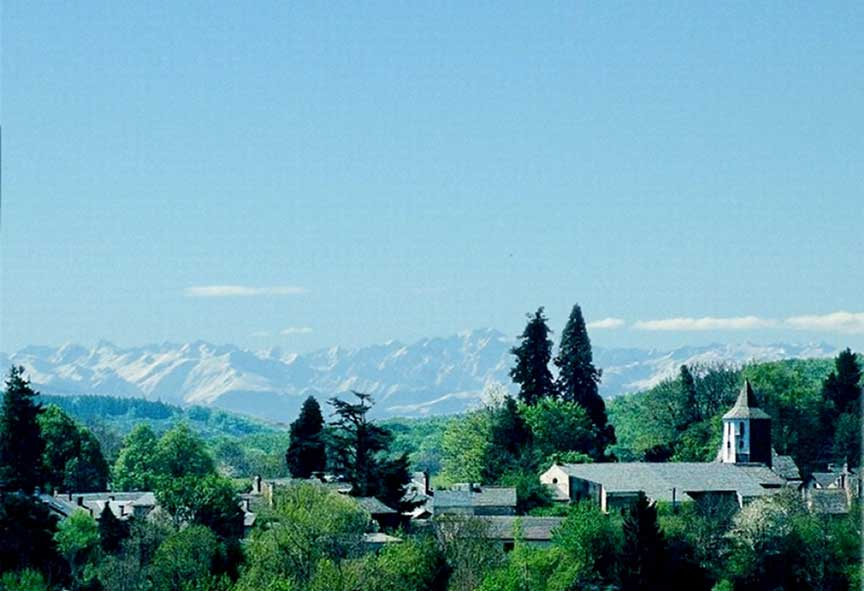
Un petit village au cœur de la Montagne Noire.
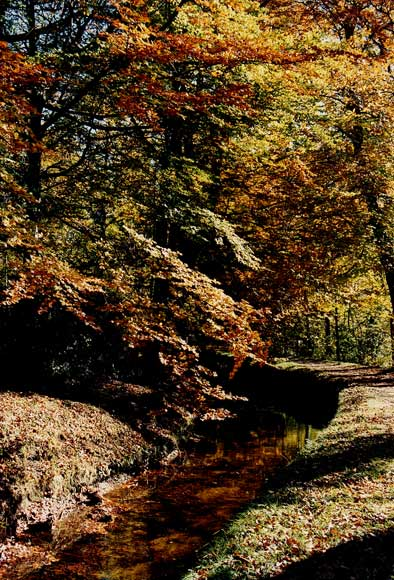
La rigole de la montagne.

## Histoire

### Les Hospitaliers
Arfons est une ancienne commanderie des Hospitaliers de l'ordre de Saint-Jean de Jérusalem fondée au XIIe siècle au sein du grand prieuré de Saint-Gilles, devenue ensuite un membre de la commanderie de Renneville au sein du grand prieuré de Toulouse.
Durant les guerres de Religion, la commanderie d'Arfons fut canonnée par les troupes du duc de Montmorency.

### Époque contemporaine
Après la guerre d'Algérie, un hameau de forestage, accueillant 20 à 50 familles de Harkis algériens, est construit dans la commune, dans le hameau des Escudies. Il est toujours visible.

## Héraldique
| Arfons | Son blasonnement est : D'argent à un chevreuil rampant de sable broutant des ronces à l'orée d'un bois de sinople. |

## Politique et administration
| Période                                  | Période   | Identité       | Étiquette | Qualité |
| ---------------------------------------- | --------- | -------------- | --------- | ------- |
| mars 2001                                | mars 2020 | Alain Couzinié | PS        |         |
| mars 2020                                | en cours  | Gérard PINEL   |           |         |
| Les données manquantes sont à compléter. |           |                |           |         |

Membre de la communauté de communes du Pays de Dourgne jusqu'à sa dissolution au 31 décembre 2009, la commune appartient depuis le 1er janvier 2010 à la communauté de communes Lauragais Revel Sorezois.

## Démographie
L'évolution du nombre d'habitants est connue à travers les recensements de la population effectués dans la commune depuis 1793. Pour les communes de moins de 10 000 habitants, une enquête de recensement portant sur toute la population est réalisée tous les cinq ans, les populations de référence des années intermédiaires étant quant à elles estimées par interpolation ou extrapolation. Pour la commune, le premier recensement exhaustif entrant dans le cadre du nouveau dispositif a été réalisé en 2008.

En 2022, la commune comptait 178 habitants, en évolution de +3,49 % par rapport à 2016 (Tarn : +2,52 %, France hors Mayotte : +2,11 %).
| 1793  | 1800  | 1806  | 1821  | 1831  | 1836  | 1841  | 1846  | 1851  |
| ----- | ----- | ----- | ----- | ----- | ----- | ----- | ----- | ----- |
| 1 183 | 1 329 | 1 226 | 1 251 | 1 387 | 1 400 | 1 446 | 1 497 | 1 466 |

| 1856  | 1861  | 1866  | 1872  | 1876  | 1881  | 1886  | 1891  | 1896 |
| ----- | ----- | ----- | ----- | ----- | ----- | ----- | ----- | ---- |
| 1 341 | 1 304 | 1 292 | 1 205 | 1 162 | 1 081 | 1 081 | 1 036 | 964  |

| 1901 | 1906 | 1911 | 1921 | 1926 | 1931 | 1936 | 1946 | 1954 |
| ---- | ---- | ---- | ---- | ---- | ---- | ---- | ---- | ---- |
| 867  | 838  | 802  | 632  | 558  | 492  | 454  | 466  | 411  |

| 1962 | 1968 | 1975 | 1982 | 1990 | 1999 | 2006 | 2008 | 2013 |
| ---- | ---- | ---- | ---- | ---- | ---- | ---- | ---- | ---- |
| 340  | 420  | 212  | 179  | 177  | 176  | 185  | 187  | 177  |

| 2018 | 2022 | - | - | - | - | - | - | - |
| ---- | ---- | - | - | - | - | - | - | - |
| 164  | 178  | - | - | - | - | - | - | - |

## Économie

### Revenus
En 2018, la commune compte 102 ménages fiscaux, regroupant 176 personnes. La médiane du revenu disponible par unité de consommation est de 16 230 € (20 400 € dans le département).

### Emploi
|                | 2008   | 2013  | 2018   |
| -------------- | ------ | ----- | ------ |
| Commune        | 14,8 % | 14 %  | 22,2 % |
| Département    | 8,2 %  | 9,9 % | 10 %   |
| France entière | 8,3 %  | 10 %  | 10 %   |

En 2018, la population âgée de 15 à 64 ans s'élève à 90 personnes, parmi lesquelles on compte 73,3 % d'actifs (51,1 % ayant un emploi et 22,2 % de chômeurs) et 26,7 % d'inactifs,. Depuis 2008, le taux de chômage communal (au sens du recensement) des 15-64 ans est supérieur à celui de la France et du département.
La commune fait partie de la couronne de l'aire d'attraction de Revel, du fait qu'au moins 15 % des actifs travaillent dans le pôle,. Elle compte 27 emplois en 2018, contre 31 en 2013 et 36 en 2008. Le nombre d'actifs ayant un emploi résidant dans la commune est de 49, soit un indicateur de concentration d'emploi de 55,4 % et un taux d'activité parmi les 15 ans ou plus de 50,4 %.
Sur ces 49 actifs de 15 ans ou plus ayant un emploi, 20 travaillent dans la commune, soit 41 % des habitants. Pour se rendre au travail, 83,7 % des habitants utilisent un véhicule personnel ou de fonction à quatre roues, 12,2 % s'y rendent en deux-roues, à vélo ou à pied et 4,1 % n'ont pas besoin de transport (travail au domicile).

### Activités hors agriculture
25 établissements sont implantés  à Arfons au 31 décembre 2019.
Le secteur du commerce de gros et de détail, des transports, de l'hébergement et de la restauration est prépondérant sur la commune puisqu'il représente 28 % du nombre total d'établissements de la commune (7 sur les 25 entreprises implantées  à Arfons), contre 26,7 % au niveau départemental.

### Agriculture
|               | 1988 | 2000 | 2010 | 2020 |
| ------------- | ---- | ---- | ---- | ---- |
| Exploitations | 8    | 6    | 5    | 6    |
| SAU (ha)      | 367  | 386  | 334  | 390  |

La commune est dans la Montagne Noire, une petite région agricole située dans le sud du département du Tarn. En 2020, l'orientation technico-économique de l'agriculture  sur la commune est l'élevage de bovins, pour la viande. Six exploitations agricoles ayant leur siège dans la commune sont dénombrées lors du recensement agricole de 2020 (huit en 1988). La superficie agricole utilisée est de 390 ha,,.

## Culture locale et patrimoine

### Lieux et monuments
- La Vierge à l'Enfant du XVe siècle, à l'angle de la maison Trilhe.
- La Toustoune, statuette païenne du XIIe siècle, au Plô du Barbier.
- Les bardages en lauzes, uniques dans la Montagne Noire.
- Le camp de harkis (1963-1971) du hameau des Escudies constitué encore de 2 barres de logements.
- Église Saint-Jean-Baptiste d'Arfons. L'édifice est référencé dans la base Mérimée et à l'Inventaire général Région Occitanie[48].
- L’église Notre-Dame-du-Rosaire des Escudiés.
- stèle de La Prune aux Escudies commémorant l affrontement entre le corps franc de la Montagne Noire et une colonne de blindés allemands en juillet 1944.
- La prise d'Alzeau sur la Rougeanne, point de départ de la rigole de la montagne qui alimente le canal du Midi.
- Bassin du Lampy
- La chaussée de Coudières, rigole d'essai du canal du Midi inscrite Monument historique.
- Les croix, fontaines et bassins qui jalonnent la montagne.

### Personnalités liées à la commune
- Raymond de Clavel, commandeur Hospitalier d'Orfons puis de Toulouse (1170)[49]
- Kader Arif, Ministre-délégué aux anciens combattants de 2012 à 2014. Député-européen de 2004 à 2012. Fils de harki, il passa une partie de son enfance aux Escudies.
- Lucien Coudert (1887-1982) avocat, poète, maire de Castres (1953-1971) y avait sa résidence d’été.
- les familles de gentilshommes-verriers au XIV, XV et XVI eme siecle : les de Robert et les de Granier.